# A letto con il nemico
A letto con il nemico (Sleeping with the Enemy) è un film del 1991 basato sul romanzo di Nancy Price (omonimo in inglese, tradotto in italiano da Maria Pia Janin e pubblicato con il titolo: "Io ti lascerò"), diretto da Joseph Ruben e interpretato da Julia Roberts.

## Trama
Laura Williams e Martin Burney sembrano una coppia felice che vive in una bella casa al mare nella elegante e ricca zona di Cape Cod, sulla East Coast. In realtà Martin è un uomo violento e possessivo, con una personalità ossessivo-compulsiva. La vita di Laura è sotto il totale controllo di suo marito che arriva spesso a picchiarla per futili motivi. Stanca e al limite della sopportazione, la donna pianifica la fuga. Una sera i coniugi vengono invitati dal vicino a fare un giro in barca a vela, ma un improvviso temporale li sorprende. Laura trova il momento giusto e si butta in acqua fingendosi annegata. Non vi è, però, nessun ritrovamento che ne accerti la morte.
Dopo il funerale della moglie, Martin non si dà pace e torna in città. In ufficio, però, riceve una telefonata di condoglianze dall'istruttrice di nuoto di Laura. La cosa lo mette in allarme poiché è sempre stato convinto che sua moglie non sapesse nuotare e che ciò fosse la causa della sua scomparsa. L'uomo intuisce che Laura potrebbe essere ancora viva e ne ha la conferma quando trova la fede nuziale di lei sul fondo del wc. Nel frattempo Laura ha cambiato vita e aspetto: ora vive a Cedar Falls in Iowa, e si fa chiamare Sara Waters.
Laura conosce Ben, suo vicino di casa, allegro, estroverso, insegnante di recitazione. Nonostante i traumi ancora vivi in lei, tra i due inizia una storia d'amore. Laura si riavvicina anche alla madre, cieca e paralizzata, che vive nella vicina casa di riposo. La ragazza aveva nascosto la donna e aveva fatto credere al marito che fosse morta.
Ben presto però Martin scopre che sua suocera è viva e spacciandosi per un agente di polizia la incontra e riesce a estorcerle abbastanza informazioni per ritrovare sua moglie.
Martin segue Laura fino ad un luna park, poi riesce a introdursi in casa sua e inizia volutamente a lasciare indizi della sua presenza. Inizialmente Laura crede si tratti di pura suggestione ma alla fine si ritrova faccia a faccia con Martin, armato di pistola. Quando  Ben bussa alla porta di Laura per augurarle la buonanotte, capisce subito che qualcosa non va. Finge inizialmente di andarsene per poi piombare in casa e cogliere Martin di sorpresa. Sfortunatamente quest'ultimo riesce a tramortirlo e afferra la pistola per ucciderlo. Laura riesce però a disarmare suo marito, si impossessa dell'arma e la punta su di lui. Nel frattempo chiama la polizia e li informa di aver appena ucciso "uno sconosciuto", dopodiché spara più volte finché Martin non cade a terra. Laura gli si avvicina per constatarne la morte ma l'uomo la coglie di sorpresa e con le ultime forze afferra la pistola e preme il grilletto contro di lei, fortunatamente però l'arma si inceppa. Beffato, Martin si accascia a terra e muore mentre Laura raggiunge Ben ancora frastornato e lo abbraccia, in attesa dei soccorsi.

## Accoglienza
Con un budget di 19.000.000 di dollari, il film ne incassò $ 174.999.005.

## Riconoscimenti
- 1992 - Saturn Award
  - Nomination Miglior film horror
  - Nomination Miglior attrice protagonista a Julia Roberts
  - Nomination Miglior attore non protagonista a Patrick Bergin
  - Nomination Miglior colonna sonora a Jerry Goldsmith
- 1992 - BMI Film & TV Award
  - Miglior colonna sonora a Jerry Goldsmith
- 1992 - Premio YoGa
  - Peggior film straniero a Joseph Ruben